# Liste der Naturdenkmale im Amt Temnitz
Die Liste der Naturdenkmale im Amt Temnitz nennt die Naturdenkmale im Amt Temnitz im Landkreis Ostprignitz-Ruppin in Brandenburg, welche durch Rechtsverordnung geschützt sind. Sie ist aufgeteilt nach Gemeinden und deren Ortsteilen. Naturdenkmale sind Einzelschöpfungen der Natur, deren Erhaltung wegen ihrer hervorragenden Schönheit, Seltenheit oder Eigenart oder ihrer ökologischen, wissenschaftlichen, geschichtlichen, volks- oder heimatkundlichen Bedeutung im öffentlichen Interesse liegt. Grundlage ist das Geoportal des Landkreises.
In den Spalten befinden sich folgende Informationen:
- Nr.: Identifizierungsnummer nach veröffentlichter Liste. Sie wird von der unteren Naturschutzbehörde des Landkreises oder der kreisfreien Stadt vergeben. Wenn sie bekannt ist, wird sie angegeben. In dieser Spalte kann sich zusätzlich das Wort Wikidata befinden, der entsprechende Link führt zu Angaben zu diesem Naturdenkmal bei Wikidata.
- Bezeichnung: Benennung des Naturdenkmals, in der Regel wird bei Bäume die Baumart genannt. Bekannte Eigennamen werden mit angegeben.
- Gemarkung: Ort oder Gemarkung, in der sich das Naturdenkmal befindet
- Lage: Nennt die Lage des Naturdenkmals im jeweiligen Ortsteil und die geografischen Koordinaten des Naturdenkmals. Link zu einem Kartenansichtstool, um Koordinaten zu setzen. In der Kartenansicht sind Naturdenkmale ohne Koordinaten mit einem roten beziehungsweise orangen Marker dargestellt und können in der Karte gesetzt werden. Denkmale ohne Bild sind mit einem blauen bzw. roten Marker gekennzeichnet, Denkmale mit Bild mit einem grünen beziehungsweise orangen Marker.
- Beschreibung: die Beschreibung des Naturdenkmales
- Schutzzweck: Erläutert den Grund der Unterschutzstellung
- Bild: Zeigt ein Bild des Naturdenkmales und gegebenenfalls ein Link zu weiteren Fotos im Medienarchiv Wikimedia Commons

## Dabergotz
| Bild | Bezeichnung     | Lage                                                     | Beschreibung             | Schutzzweck | Nummer |
| ---- | --------------- | -------------------------------------------------------- | ------------------------ | ----------- | ------ |
| BW   | Eiche (Quercus) | Dabergotz, vor Kirche (52° 54′ 11,5″ N, 12° 43′ 31,1″ O) | Unterschutzstellung 1978 |             |        |

## Märkisch Linden
| Bild | Bezeichnung            | Lage                                                                 | Beschreibung                                        | Schutzzweck | Nummer |
| ---- | ---------------------- | -------------------------------------------------------------------- | --------------------------------------------------- | ----------- | ------ |
| BW   | Tanne (Abies)          | Darritz-Wahlendorf, Charlottenhof (52° 58′ 13,6″ N, 12° 40′ 56,5″ O) | Unterschutzstellung 1978                            |             |        |
| BW   | Lebensbaum (Thuja)     | Darritz-Wahlendorf, Charlottenhof (52° 58′ 13,8″ N, 12° 40′ 56,7″ O) | Unterschutzstellung 1978                            |             |        |
| BW   | Weißtanne (Abies alba) | Darritz-Wahlendorf, Charlottenhof (52° 58′ 13,3″ N, 12° 40′ 57,3″ O) | Unterschutzstellung 1978                            |             |        |
| BW   | Lebensbaum (Thuja)     | Darritz-Wahlendorf, Charlottenhof (52° 58′ 13,7″ N, 12° 40′ 57,3″ O) | Unterschutzstellung 1978                            |             |        |
| BW   | Tanne (Abies)          | Darritz-Wahlendorf, Charlottenhof (52° 58′ 13,8″ N, 12° 40′ 57,6″ O) | Unterschutzstellung 1978                            |             |        |
| BW   | Tanne (Abies)          | Darritz-Wahlendorf, Charlottenhof (52° 58′ 14,1″ N, 12° 40′ 57,9″ O) | Unterschutzstellung 1978                            |             |        |
| BW   | Eiche (Quercus)        | Gottberg, Denkmalsplatz/Kirchplatz (52° 54′ 30,6″ N, 12° 40′ 5,1″ O) | Unterschutzstellung 1934, 1978                      |             |        |
| BW   | Eiche (Quercus)        | Gottberg, Denkmalsplatz/Kirchplatz (52° 54′ 30,3″ N, 12° 40′ 6,2″ O) | Unterschutzstellung 1934                            |             |        |
| BW   | Kastanie (Castanea)    | Gottberg, Denkmalsplatz/Kirchplatz (52° 54′ 29,8″ N, 12° 40′ 6,2″ O) | Unterschutzstellung 1934                            |             |        |
| BW   | Eiche (Quercus)        | Werder, Dorfstraße 66 (52° 55′ 13,8″ N, 12° 42′ 10,8″ O)             | Unterschutzstellung 1978                            |             |        |
| BW   | Ulme (Ulmus species)   | Werder, ehemaliges Schwimmbad (52° 55′ 15,9″ N, 12° 42′ 20,1″ O)     | Unterschutzstellung 1978 entfällt, umgebrochen 2016 |             |        |

## Storbeck-Frankendorf
| Bild | Bezeichnung         | Lage                                                          | Beschreibung             | Schutzzweck | Nummer |
| ---- | ------------------- | ------------------------------------------------------------- | ------------------------ | ----------- | ------ |
| BW   | Kastanie (Castanea) | Frankendorf, vor Gaststätte (53° 0′ 44,4″ N, 12° 42′ 39,6″ O) | Unterschutzstellung 1978 |             |        |

## Temnitzquell
| Bild | Bezeichnung                        | Lage                                                                 | Beschreibung                                                        | Schutzzweck                                           | Nummer |
| ---- | ---------------------------------- | -------------------------------------------------------------------- | ------------------------------------------------------------------- | ----------------------------------------------------- | ------ |
| BW   | Eiche (Quercus)                    | Netzeband, südlich der Dorfstraße (52° 59′ 33,9″ N, 12° 37′ 39,9″ O) | Unterschutzstellung 1938, nicht gefunden                            |                                                       |        |
| BW   | Linde (Tilia)                      | Netzeband, Dorfstraße 14 (52° 59′ 46,4″ N, 12° 37′ 56,5″ O)          | Unterschutzstellung 1978                                            |                                                       |        |
| BW   | Berg-Ahorn (Acer pseudoplatanus)   | Netzeband, Gutspark (52° 59′ 51,5″ N, 12° 38′ 20″ O)                 | Unterschutzstellung 1978 entfällt, umgebrochen                      |                                                       |        |
| BW   | Europäische Lärche (Larix decidua) | Netzeband, Gutspark (52° 59′ 51,5″ N, 12° 38′ 20,7″ O)               | Unterschutzstellung 1978                                            |                                                       |        |
| BW   | Weymouth-Kiefer (Pinus strobus)    | Netzeband, Gutspark (52° 59′ 50,7″ N, 12° 38′ 20,2″ O)               | Unterschutzstellung 1978                                            |                                                       |        |
| BW   | Eiche (Quercus)                    | Netzeband, Gutspark (52° 59′ 51,5″ N, 12° 38′ 29,4″ O)               | Unterschutzstellung 1978                                            |                                                       |        |
| BW   | Platane (Platanus species)         | Netzeband, Gutspark (52° 59′ 51,7″ N, 12° 38′ 31,4″ O)               | Unterschutzstellung 1978                                            |                                                       |        |
| BW   | Eiche (Quercus)                    | Netzeband, Gutspark (52° 59′ 45,1″ N, 12° 38′ 25,1″ O)               | Unterschutzstellung 1978                                            |                                                       |        |
| BW   | Eiche (Quercus)                    | Netzeband, Gutspark (52° 59′ 45,5″ N, 12° 38′ 24,9″ O)               | Unterschutzstellung 1978                                            |                                                       |        |
| BW   | Eiche (Quercus)                    | Netzeband, Gutspark (52° 59′ 46,1″ N, 12° 38′ 25″ O)                 | Unterschutzstellung 1978                                            |                                                       |        |
| BW   | Eiche (Quercus)                    | Netzeband, Gutspark (52° 59′ 45,8″ N, 12° 38′ 25,6″ O)               | Unterschutzstellung 1978                                            |                                                       |        |
| BW   | Eiche (Quercus)                    | Netzeband, Gutspark (52° 59′ 45,6″ N, 12° 38′ 26,3″ O)               | Unterschutzstellung 1978                                            |                                                       |        |
| BW   | Eiche (Quercus)                    | Netzeband, Gutspark (52° 59′ 46,5″ N, 12° 38′ 27,8″ O)               | Unterschutzstellung 1978                                            |                                                       |        |
| BW   | Eiche (Quercus)                    | Netzeband, Gutspark (52° 59′ 45,9″ N, 12° 38′ 28,3″ O)               | Unterschutzstellung 1978                                            |                                                       |        |
| BW   | Eiche (Quercus)                    | Netzeband, Gutspark (52° 59′ 46,6″ N, 12° 38′ 28,8″ O)               | Unterschutzstellung 1978                                            |                                                       |        |
| BW   | Rotbuche (Fagus sylvatica)         | Netzeband, Gutspark (52° 59′ 44″ N, 12° 38′ 31,2″ O)                 | Unterschutzstellung 1978                                            |                                                       |        |
| BW   | Eiche (Quercus)                    | Katerbow, Dorfplatz, am Denkmal (52° 59′ 18,2″ N, 12° 39′ 15,7″ O)   | Unterschutzstellung 2006: ca. 150–180 Jahre alt, Durchmesser 1,00 m | geeigneter Standort, Krone bilderbuchmäßig ausgeprägt | 17     |
| BW   | Linde (Tilia)                      | Katerbow, Ostufer Katerbower See (52° 58′ 49,2″ N, 12° 39′ 32″ O)    | Unterschutzstellung 1978, nicht gefunden                            |                                                       |        |
| BW   | Eiche (Quercus)                    | Buchenhaus, (52° 58′ 27″ N, 12° 40′ 59,4″ O)                         | Unterschutzstellung 1978                                            |                                                       |        |

## Temnitztal
| Bild                           | Bezeichnung                          | Lage                                                                         | Beschreibung                         | Schutzzweck                                                       | Nummer |
| ------------------------------ | ------------------------------------ | ---------------------------------------------------------------------------- | ------------------------------------ | ----------------------------------------------------------------- | ------ |
| BW                             | Lebensbaum (Thuja)                   | Garz, im Park (52° 50′ 24″ N, 12° 37′ 49,4″ O)                               | Unterschutzstellung 1978             |                                                                   |        |
| BW                             | Lebensbaum (Thuja)                   | Garz, im Park (52° 50′ 24,4″ N, 12° 37′ 49,6″ O)                             | Unterschutzstellung 1978             |                                                                   |        |
| BW                             | Eiche (Quercus)                      | Garz, im Park (52° 50′ 22,4″ N, 12° 37′ 52,1″ O)                             | Unterschutzstellung 1978             |                                                                   |        |
| BW                             | Platane (Platanus species)           | Garz, im Park (52° 50′ 22,6″ N, 12° 37′ 56,4″ O)                             | Unterschutzstellung 1978             |                                                                   |        |
| BW                             | Rotbuche (Fagus sylvatica)           | Kerzlin, Pfarrgarten (52° 53′ 11,4″ N, 12° 38′ 31,3″ O)                      | Unterschutzstellung 1978             |                                                                   |        |
| BW                             | Buche (Fagus species)                | Lüchfeld, Gutspark (52° 52′ 18,3″ N, 12° 40′ 51,4″ O)                        | Unterschutzstellung 1978             |                                                                   |        |
| BW                             | Platane (Platanus species)           | Lüchfeld, Gutspark (52° 52′ 17,4″ N, 12° 40′ 53″ O)                          | Unterschutzstellung 1978             |                                                                   |        |
| BW                             | Platane (Platanus species)           | Lüchfeld, Feldweg (52° 52′ 14,1″ N, 12° 41′ 13,6″ O)                         | Unterschutzstellung 1978             |                                                                   |        |
| BW                             | Platane (Platanus species)           | Lüchfeld, Feldweg (52° 52′ 14,3″ N, 12° 41′ 13,8″ O)                         | Unterschutzstellung 1978             |                                                                   |        |
| BW                             | Eiche (Quercus)                      | Rohrlack, Dorfstraße 14, Kirche (52° 51′ 11,7″ N, 12° 36′ 24″ O)             | Unterschutzstellung 1978             |                                                                   |        |
| Fotos hochladen                | Eiche (Quercus)                      | Vichel, Gutshaus, westlich (52° 49′ 58,7″ N, 12° 37′ 29,8″ O)                | Unterschutzstellung 1978             |                                                                   |        |
| Weitere Bilder Fotos hochladen | Linde (Tilia)                        | Vichel, Gutshaus, westlich (52° 49′ 59,5″ N, 12° 37′ 29,5″ O)                | Unterschutzstellung 1978             |                                                                   |        |
| Weitere Bilder Fotos hochladen | Eiche (Quercus)                      | Vichel, hinter dem Gutshaus (52° 50′ 0,3″ N, 12° 37′ 31,2″ O)                | Unterschutzstellung 2001: Stieleiche | Erhaltung und Pflege eines Baumes mit besonders schöner Wuchsform | 2      |
| BW                             | Hainbuche (Carpinus betulus)         | Vichel, Gutspark (52° 49′ 59,1″ N, 12° 37′ 34,4″ O)                          | Unterschutzstellung 1978             |                                                                   |        |
| Weitere Bilder Fotos hochladen | Platane (Platanus species)           | Vichel, Gutspark (52° 49′ 57,3″ N, 12° 37′ 32,4″ O)                          | Unterschutzstellung 1978             |                                                                   |        |
| Weitere Bilder Fotos hochladen | Tulpenbaum (Liriodendron tulipifera) | Vichel, Gutspark, in der Nähe der Platane (52° 49′ 55,5″ N, 12° 37′ 32,4″ O) | Unterschutzstellung 2001             | Erhaltung und Pflege eines seltenen Baumes                        | 1      |
| BW                             | Buche (Fagus species)                | Wildberg, Kirchhof (52° 52′ 44″ N, 12° 37′ 54,6″ O)                          | Unterschutzstellung 1978             |                                                                   |        |
| BW                             | Eibe (Taxus)                         | Wildberg, Pfarrgarten (52° 52′ 42,8″ N, 12° 37′ 50,1″ O)                     | Unterschutzstellung 1978             |                                                                   |        |

## Walsleben
| Bild            | Bezeichnung     | Lage                                               | Beschreibung                   | Schutzzweck | Nummer |
| --------------- | --------------- | -------------------------------------------------- | ------------------------------ | ----------- | ------ |
| Fotos hochladen | Eiche (Quercus) | Walsleben, Kirche (52° 56′ 18″ N, 12° 39′ 59,7″ O) | Unterschutzstellung 1934, 1978 |             |        |